# Altweidelbach
Altweidelbach là một xã ở huyện Rhein-Hunsrück, bang Rheinland-Pfalz, phía tây nước Đức.
Tiếngviet